# Chewed Corners
Albums de µ-Ziq
Duntisbourne Abbots Soulmate Devastation Technique
(2007)
Chewed Corners est le huitième album studio de µ-Ziq, sorti le 24 juin 2013 sur le label Planet Mu.

## Développement
Chewed Corners paraît sept ans après Duntisbourne Abbots Soulmate Devastation Technique, une longue période durant laquelle Michael Paradinas se consacre entièrement à son label Planet Mu. La composition des titres a lieu pendant la gestation des deux albums d'Heterotic, son projet parallèle avec sa femme Lara Rix-Martin, alors qu'ils attendent que Gravenhurst finisse d'y apposer sa voix. Chewed Corners profite du son plus propre développé pour Heterotic, ainsi que d'une sérénité acquise avec l'âge : à la sortie du disque, Paradinas va sur ses 42 ans. Lui-même évoque aussi l'envie de mettre en place un live pour 2012.
Musicalement, la critique considère généralement l'album comme rétro, le comparant aux retours notamment de Daft Punk et Boards of Canada, mais ressent aussi la forte influence qu'exerce la culture musicale de Paradinas, au-delà même des seuls artistes de son label. Mountain Island Boner est d'ailleurs une reprise du Sirius de The Alan Parsons Project, un titre issu de Eye in the Sky et composé par Alan Parsons et Eric Woolfson. En réécoutant le disque, Paradinas avoue s'être également sans doute inspiré d'artistes comme Aphex Twin, Art of Noise, Orbital, Kuedo ou Rustie, ainsi que du footwork de Chicago.
Aux quatorze titres d'origine, la version japonaise ajoute les deux morceaux exclusifs Forger et Smear, ainsi que deux extraits de XTEP, New Bimple et XT.

## Réception
Les critiques de Chewed Corners sont assez variées, et même si la plupart reçoit bien le disque, certains affirment une certaine perplexité. Ainsi The Guardian semble regretter son rétrofuturisme, qu'il juge suivre une « tendance délavée », tandis qu'Exclaim! le trouve trop « dispersé » et « désorganisé ». Le webzine Barcode, pour sa part, soupçonne Paradinas de paresse et recommande de plutôt se pencher sur les dernières signatures de Planet Mu.
Les autres sont plus enthousiastes. Pour Heather Phares de AllMusic, qui pourtant lui préfère un Duntisbourne Abbots Soulmate Devastation Technique plus « percutant et porteur d'émotion », les morceaux de Chewed Corners vont tous de « plaisants » à franchement « excitants ». Drowned in Sound, à qui l'album évoque des artistes aussi divers qu'Edgar Wright, Laurel Halo ou Pet Shop Boys, y voit un « retour revigorant » de µ-Ziq tandis qu'Angus Finlayson de Pitchfork, après une analyse similaire, le qualifie d'« exploit » « débordant d'idées neuves ».
Parmi les plus emballés, PopMatters qualifie Chewed Corners d'« exquis », un « pic d'alchimie complexe duquel il y a peu de raisons de redescendre », quand Sputnikmusic en fait le « meilleur et plus inspiré travail de Paradinas depuis les années 1990 ». Le webzine Igloo loue quant à lui sa « vigueur » et son « sens de la réinvention », et pour musicOMH enfin, il forme un « parfait retour », « plein d'electronica vivace, réfléchie et pourtant inventive ».

## Pistes
| 1.    | Taikon                | 5:17 |
| 2.    | Christ Dust           | 3:01 |
| 3.    | Wipe                  | 4:42 |
| 4.    | Monyth                | 1:45 |
| 5.    | Twangle Melkas        | 2:49 |
| 6.    | Melting Bas           | 3:36 |
| 7.    | Houzz 10              | 5:31 |
| 8.    | Feeble Minded         | 4:30 |
| 9.    | Hug                   | 2:58 |
| 10.   | Mountain Island Boner | 4:08 |
| 11.   | Tickly Flanks         | 3:30 |
| 12.   | Smooch                | 3:41 |
| 13.   | Gunnar                | 4:37 |
| 14.   | Weakling Paradinas    | 7:33 |
| 15.   | Rediffusion           | 5:27 |
| 57:36 |                       |      |